# Adam Cyrański
Adam Zbigniew Cyrański (ur. 29 marca 1960 w Kielcach) – polski inżynier, przedsiębiorca i polityk, poseł na Sejm VIII i IX kadencji.

## Życiorys
Ukończył II Liceum Ogólnokształcące im. Jana Śniadeckiego w Kielcach. W 1986 został absolwentem Wydziału Mechanicznego Politechniki Świętokrzyskiej. W 1993 ukończył podyplomowe studia menedżerskie na Uniwersytecie Warszawskim, a także studia w zakresie enologii na Wydziale Farmaceutycznym Uniwersytetu Jagiellońskiego.
Zajął się prowadzeniem własnej działalności gospodarczej w ramach spółek prawa handlowego. W 1989 założył wraz z ojcem i bratem Grupę Edukacyjną, spółkę akcyjną działającą w branży wydawnictw edukacyjnych dla uczniów. Został też udziałowcem w Świętokrzyskim Przedsiębiorstwie Robót Drogowych Trakt oraz w wydawnictwie MT Biznes. Kontrolowane przez Adama Cyrańskiego firmy według niego w 2015 zatrudniały ponad 500 osób. Objął funkcje przewodniczącego rad nadzorczych w ŚPRD Trakt i w MT Biznesie.
W wyborach parlamentarnych w 2015 kandydował do Sejmu w okręgu kieleckim z pierwszego miejsca na liście Nowoczesnej Ryszarda Petru. Uzyskał mandat posła VIII kadencji, otrzymując 12 120 głosów. Wszedł w skład Komisji Gospodarki i Rozwoju oraz Komisji Obrony Narodowej. 11 stycznia 2018 wystąpił z Nowoczesnej, pozostał posłem niezrzeszonym. W 2019 startował bez powodzenia z 10. miejsca listy Koalicji Europejskiej (jako kandydat Platformy Obywatelskiej) w wyborach do Parlamentu Europejskiego w okręgu nr 10, obejmującym województwa małopolskie i świętokrzyskie. Uzyskał poparcie 14 574 wyborców. 3 lipca 2019 przystąpił do klubu parlamentarnego Koalicji Obywatelskiej.
W wyborach do Sejmu w tym samym roku uzyskał natomiast poselską reelekcję, kandydując z ramienia KO i otrzymując 9864 głosy. Nie wystartował w kolejnych wyborach w 2023. W wyborach samorządowych w 2024 bez powodzenia kandydował z ramienia Trzeciej Drogi do rady miejskiej Kielc i na prezydenta tego miasta (zajął 5. miejsce na 7 kandydatów z wynikiem 3,73%).

## Życie prywatne
Jest synem nauczyciela Czesława Cyrańskiego, miał brata Mariusza. Ma córkę i synów bliźniaków. Zamieszkał w Kielcach.